# Aglaia cinnamomea
Aglaia cinnamomea là một loài thực vật]] thuộc họ Meliaceae. Loài này có ở Indonesia và Papua New Guinea.